# Revista Española de Ambos Mundos
Revista Española de Ambos Mundos fue una revista editada en la ciudad española de Madrid entre 1853 y 1855.

## Historia
Publicada en Madrid, en el establecimiento tipográfico de Mellado entre 1853 y 1855, dio lugar a un total de cuatro tomos. Era impresa simultáneamente en París. Estuvo vinculada al liberalismo y en ella destacaba principalmente la parte literaria y política. Revista Española de Ambos Mundos, que estuvo dirigida por Alejandro Magariños Cervantes y editada por Francisco de Paula Mellado, formó parte de un conjunto de diversas revistas de carácter americanista nacidas en España en la segunda mitad de siglo.